# Датування документа
Датування документа — вказання точної дати створення або підписання документа. Це може бути дуже важливою інформацією для визначення хронології подій, установлення юридичної чи історичної важливості документа, а також для встановлення порядку подій у контексті відповідного часового періоду. Датування документа зазвичай включає рік, місяць та день його створення чи підписання.

## Значення
Датування документів є однією з найскладніших сфер у сфері перевірки запитуваних документів. Визначення давності документа набуває першочергового значення у випадках, коли йдеться про документ, що має історичну цінність, або про датований документ, який оспорюється в суді.

## Методика встановлення дати
Датування документів можна здійснити, зосередившись на різних аспектах документа, тобто прописування дати на папері, часом виготовлення чорнила, послідовністю пересічних ліній, рукописним текстом тощо. Процес включає багато різних практик, включаючи аналіз чорнила (чорнила для письма та друку), аналіз паперу, дослідження водяних знаків, аналіз тонера для фотокопій та елементний аналіз. Крім того, деякі звичайні методи включають аналіз почерку, визначення послідовності пересічних ліній, ідентифікацію методу друку та аналіз частинок (аналіз спор і пилку)
Датування документа може бути виконано за допомогою статичних, динамічних і додаткових підходів або їх комбінації. Статичний підхід включає теги часу, хімічний склад, елементне профілювання. Він зосереджений на датуванні документа з використанням дат виробництва складових документа (чорнила та паперу) та їх появи першими на ринку. Пізніше він зосереджується на датуванні документа за допомогою аналізу процесу старіння складових документів. На додаток до вищезазначеного, додатковий підхід також може закріпити висновки та отримати кращі результати. Визначений вік може бути абсолютним або відносним віком. Абсолютний вік – це фактичний вік документа, а відносний – це вік документа порівняно з іншим документом.
Динамічний підхід зосереджується на науковому аналізі складових документа (чорнила, паперу, тонера) і того, як вони змінюються з часом, тобто на дослідженні процесу старіння. Динамічні підходи в основному зосереджені на старінні чорнила, ніж на старінні паперу, проте проводяться деякі дослідження, щоб розробити методи потенційного вивчення процесу старіння паперу та використовувати його для датування.
До додаткових методів входять методи прискореного старіння, хемометричні підходи, побудова хронології документів, аналіз люмінесцентних компонентів, радіовуглецеве датування та підходи на основі нанотехнологій. На старінні документів, на жаль, впливає не лише час, але й умови зберігання та склад документів.
За певних умов, коли дослідник працює з копією документа, постає проблема прогнозування дати документа на основі його змісту. Дата документа, яку також називають часом створення документа (DCT), є основою багатьох важливих завдань, таких як пошук інформації, часові міркування, резюмування тексту, виявлення подій та аналіз історичного тексту тощо.
Наприклад, ранні документи, такі як середньовічні акти, можуть бути датовані посиланням на день тижня, найближче релігійне свято і рік правління монарха - система, яка має мало спільного з сучасним способом позначення дня, місяця і календарного року. Більше того, навіть там, де вказано впізнавану дату, вона не завжди може бути такою, як здається на перший погляд.

## Вплив датування документу на його розміщенні в архіві
Дата документа грає важливу роль у його організації та розміщенні в архіві. В архівній системі документи як правило класифікуються, сортуються та зберігаються за хронологічним порядком.
Зазвичай, документи зберігаються у порядку зростання дати, починаючи з найстаріших і закінчуючи новішими. Це означає, що нові документи додаються до архіву в порядку, що відповідає їхнім датам.
Така система дозволяє забезпечити логічний та структурований доступ до інформації, що зберігається в архіві, та дозволяє легко відстежувати розвиток подій у часі. Крім того, це полегшує пошук документів, що стосуються певного періоду чи конкретної дати, у випадку, якщо потрібно відновити послідовність подій або перевірити історію документів у певний період часу.